# 維什尼亞基 (扎波羅熱區)
維什尼亞基（烏克蘭語：Вишняки），是烏克蘭東南部扎波羅熱州扎波羅熱區维利尼扬斯克市镇内的村落。始建於1898年，面積0.42平方公里，2001年人口3，人口密度每平方公里7.1人。